# مرقاب إلكتروني مركزي للطائرات

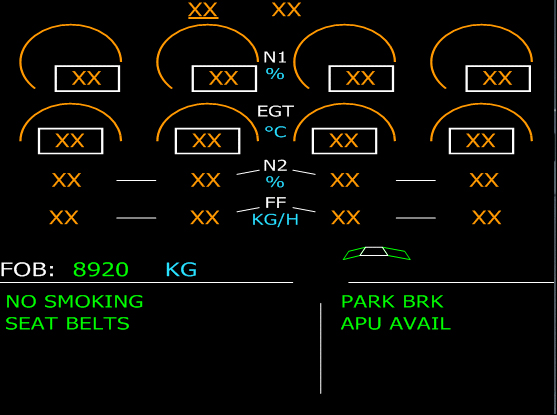

مرقاب إلكتروني مركزي للطائرات (بالإنجليزية:Electronic centralised aircraft monitor
اختصاراً بـ ECAM) هو نظام يقوم بمراقبة وظائف الطائرة ويقوم بنقلها إلى الطيارين. وينتج أيضًا رسائل توضح تفاصيل حالات الفشل وفي بعض الحالات، يسرد الإجراءات اللازمة لتصحيح المشكلة.

## التاريخ
المرقاب الإلكتروني المركزي للطائرات يشبه نظام آخر، المعروف باسم نظام إظهار المحرك وتنبيه الطاقم (Engine-indicating and crew-alerting system)، والذي تستخدمه بوينغ وإمبراير، والذي يعرض البيانات المتعلقة بأنظمة الطائرات وأيضاً الفشل.قامت إيرباص بتطوير المرقاب الإلكتروني المركزي للطائرات، بحيث أنها لم توفر ميزات نظام إظهار المحرك وتنبيه الطاقم فحسب، بل عرضت أيضًا إجراءات تصحيحية ليتم الأخذ بها من جانب الطيار، بالإضافة إلى قيود النظام بعد حالات الفشل. باستخدام نظام ترميز ملون يمكن للطيارين تقييم الوضع على الفور وتحديد الإجراءات التي يتعين اتخاذها. تم تصميمه لتسهيل الإجهاد التجريبي في حالات غير طبيعية وحالات الطوارئ، من خلال تصميم قمرة قيادة بدون استخدام الورق تكون فيها جميع الإجراءات متاحة على الفور.

## تصميم النظام
المرقاب الإلكتروني المركزي للطائرات هو في الواقع سلسلة من الأنظمة المصممة للعمل بانسجام لعرض المعلومات على الطيارين بطريقة سريعة وفعالة. يتم وضع أجهزة الاستشعار في جميع أنحاء الطائرة، ومراقبة المعلمات الرئيسية، وإدخال البيانات الخاصة بهم إلى اثنين من مكثفات بيانات النظام (SDACs) والتي بدورها معالجة البيانات وإطعامه إلى اثنين من أجهزة تحذير الطيران (FWCs). تتحقق أجهزة تحذير الطيران من وجود اختلافات في البيانات ثم تعرض البيانات على شاشات المرقاب الإلكتروني المركزي للطائرات من خلال أجهزة كمبيوتر إدارة العرض الثلاثة (DMC). في حالة حدوث خلل، تقوم أجهزة تحذير الطيران بتوليد رسائل التحذير والأصوات المناسبة. يتم توجيه أنظمة أكثر حيوية مباشرة من خلال أجهزة تحذير الطيران بحيث لا يزال يمكن الكشف عن الفشل فيها حتى مع فقدان كل من مكثفات بيانات النظام. يمكن للنظام بأكمله الاستمرار في العمل حتى مع فشل إحدي مكثفات بيانات النظام وإحدي أجهزة تحذير الطيران.
يتم تصنيف حالات الفشل حسب الأهمية التي تتراوح من إخفاقات المستوى 1 إلى حالات الإخفاق من المستوى 3. في حالة حدوث حالات فشل متزامنة، يتم عرض الفشل الأكثر أهمية أولاً. التسلسل الهرمي التحذيري كما يلي:
- إخفاقات المستوى 3: تحذيرات باللون الأحمر، حالات تتطلب تحركًا فوريًا لأفراد الطاقم وتضع الرحلة في خطر. على سبيل المثال، حريق المحرك أو فقدان ضغط المقصورة. يتم نطقها مع ضوء تحذير رئيسي أحمر، رسالة تحذير (حمراء) في المرقاب الإلكتروني المركزي للطائرات وجرس متكرر مستمر أو صوت معين أو صوت اصطناعي. يمكن إسكات الرنين بالضغط على زر التحذير الرئيسي.
- فشل المستوى 2: تحذيرات باللون الكهرماني، حالات تتطلب انتباه الطاقم ولكن ليس التحرك الفوري. على سبيل المثال، فشل احتواء الهواء أو خطأ في الوقود. ليس لها أي عواقب مباشرة على سلامة الطيران ويتم عرضها للطاقم من خلال ضوء تحذير رئيسي باللون الكهرماني، ورسالة واحدة في جهاز المراقبة الإلكترونية المركزية (كهرماني) وصوت جرس واحد.
- إخفاقات المستوى 1: التحذيرات، والإخفاقات والأعطال التي تؤدي إلى فقدان نظام الوفرة، وهي تتطلب المراقبة ولكنها لا تشكل أي خطر. تتضمن الأمثلة فقدان DMC3 في حالة عدم استخدامه. يتم الإعلان عن فشل المستوى 1 عن طريق رسالة تحذير في جهاز المراقبة الإلكترونية المركزية (باللون الكهرماني) فقط (لا يوجد تحذير أذني).